# خرمان (نبات)
الخرمان (الاسم العلمي: Plocama)، جنس نباتات مُزهرة من فصيلة الفوية.وصفت من قبل ويليام آيتون في عام 1789. تنتشر من جزر الكناري إلى شمال غرب الهند.
تم توسيع الجنس في عام 2007 عندما تم دمج العديد من أجناس الفوية الأخرى فيه.يضم الآن حوالي 34 نوعًا.